# Tottleben
Tottleben est une commune allemande de l'arrondissement d'Unstrut-Hainich, Land de Thuringe.

## Géographie
|                |            | Bruchstedt |
| Kirchheilingen | Tottleben  |            |
| Sundhausen     | Klettstedt | Urleben    |

## Histoire
Tottleben est mentionné pour la première fois en 988.

## Personnalités liées à la commune
- Gottlob Curt Heinrich von Tottleben (1715-1783), aventurier russe.